# Aramatsuri no miya
Aramatsuri no miya (荒祭宮) est un sanctuaire shinto situé dans la ville d'Ise, préfecture de Mie, subordonné (betsugū) au complexe Naikū du sanctuaire Ise-jingū. Aramatsuri no miya est dédié à l'esprit vigoureux (aramitama) du kami Amaterasu Ōmikami.
Il se trouve dans le complexe Naikū, à quelques mètres au nord du sanctuaire principal de ce complexe. Aramatsuri no miya est fondé en 804, bien que la première mention date de 927.
Les fêtes organisées dans ce sanctuaire sont les mêmes que dans le sanctuaire principal Naikū, puisque les deux célèbrent le même culte d'Amaterasu. Les principales cérémonies sont Kinnensai, Tsukinamisai, Kannamesai et Niinamesai, faites par le messager impérial représentant la famille impériale du Japon.
L'architecture du sanctuaire suit le style shinmei-zukuri, qui présente des ressemblances avec l'ancienne grange qu'est le principal sanctuaire d'Ise. Le sanctuaire mesure 6,42 m de large (2 jō, 1 shaku, 2 cùn), 4,24 m de long (1 jō, 4 shaku) et 4,48 m de haut (1 jō, 4 shaku, 8 cùn).

## Galerie d'images

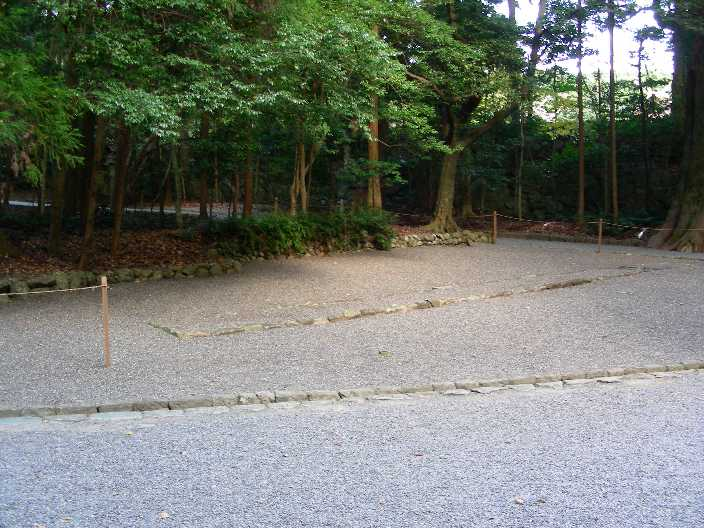
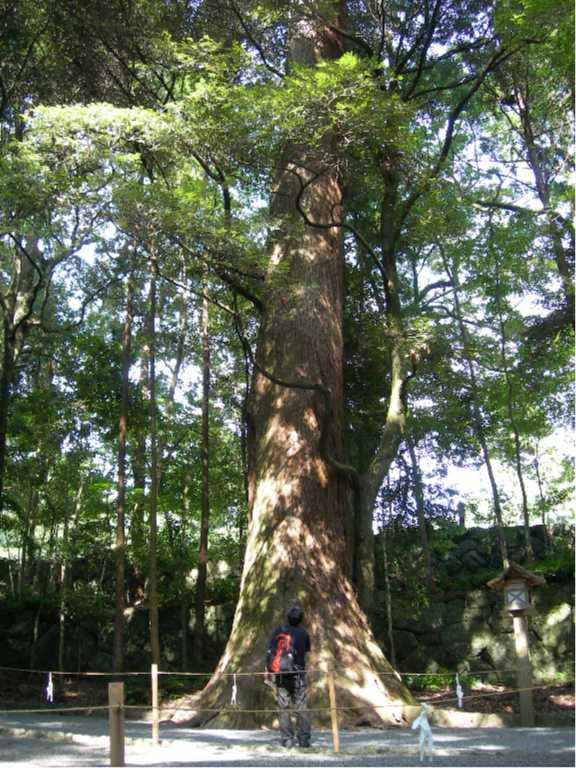
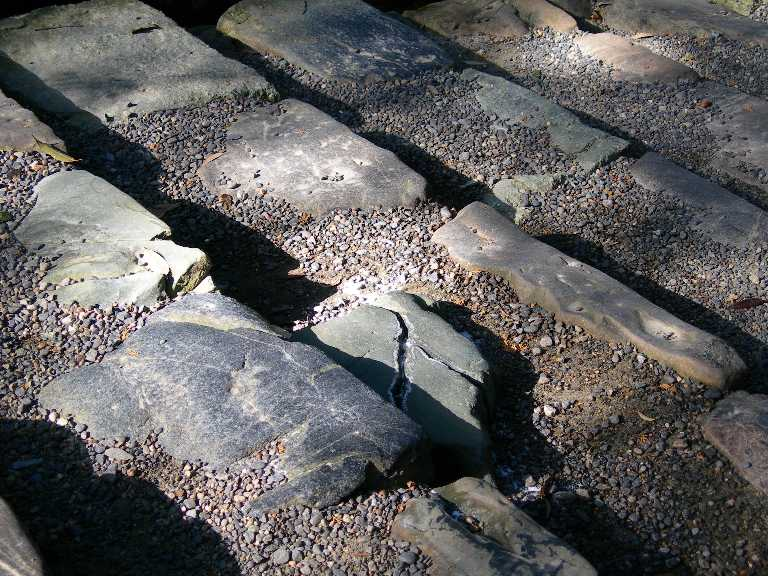
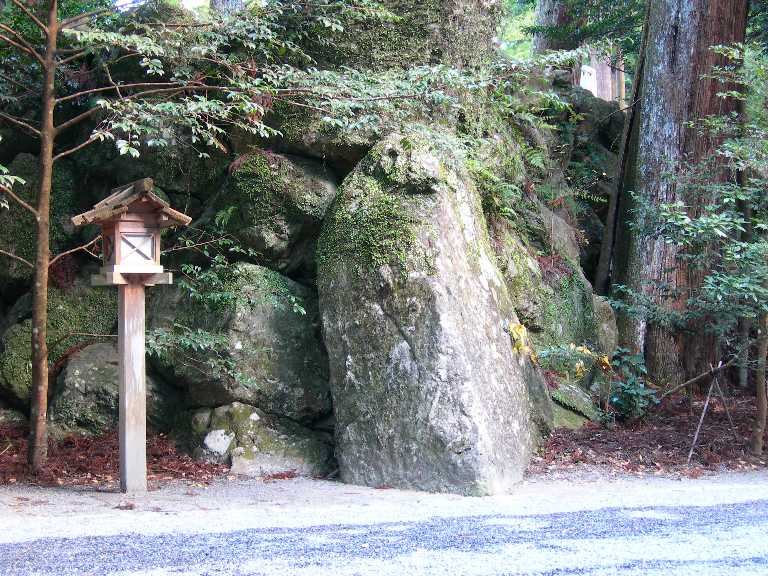